# David Lajoux
David Lajoux (* 3. Juli 1966) ist ein ehemaliger monegassischer Skirennläufer.

## Karriere
Lajoux gab sein internationales Renndebüt bei den ersten Juniorenweltmeisterschaften im Jahr 1982 in Auron. Dort belegte er als bestes Ergebnis den 53. Rang in der Abfahrt.
1984 nahm er als erster Monegasse an Olympischen Winterspielen in Sarajevo teil, wo er Platz 47 in der Abfahrt belegte. Im darauffolgenden Jahr erzielte er bei den Weltmeisterschaften in Bormio sein bestes Ergebnis bei einem internationalen Großereignis. Im Slalom belegte er den 24. Platz.
Seine letztes internationales Rennen bestritt Lajoux bei den Weltmeisterschaften 1987 in Crans-Montana, danach ist er nicht mehr als Rennläufer in Erscheinung getreten.

## Erfolge

### Olympische Winterspiele
- Sarajevo 1984: 47. Abfahrt, DNF Slalom, DNS Riesenslalom

### Weltmeisterschaften
- Bormio 1985: 24. Slalom, 39. Riesenslalom, 47. Abfahrt,
- Crans-Montana 1987: 49. Abfahrt, 51. Super-G, 53. Riesenslalom, DNF Slalom, DNF Alpine Kombination,

### Juniorenweltmeisterschaften
- Auron 1982: 53. Abfahrt, 60. Riesenslalom
- Sestriere 1983: 48. Abfahrt, 62. Riesenslalom
- Suagarloaf 1984: 46. Abfahrt, DNF Riesenslalom